# Boggy Peak
Boggy Peak, benämnt Mount Obama 2009–2016, är det högsta berget i Antigua och Barbuda. Boggy Peak ligger i Parish of Saint Mary, i den centrala delen av landet, 7 kilometer söder om huvudstaden Saint John's. Toppen av Boggy Peak ligger 402 meter över havet. Boggy Peak ligger på ön Antigua.
Terrängen runt Boggy Peak är platt. Åt sydväst är det nära till havet från Mount Obama. Närmaste större samhälle är Saint John's, 7 kilometer norr om Boggy Peak.